# Sonnet 78

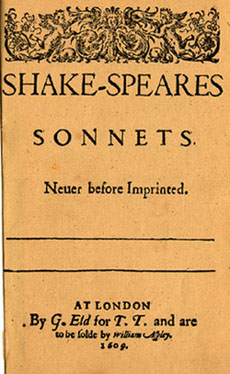
Sonnetten van Shakespeare, 1609

Sonnet 78 is een van de 154 sonnetten van de Engelse toneelschrijver en dichter William Shakespeare. Het maakt deel uit van de zogenaamde Fair Youth-sonnetten, een reeks sonnetten waarin de dichter zijn liefde verklaart aan een jongeman. Het is ook het tweede sonnet uit de reeks Rival Poet sonnets, dat loopt van 76 tot 86, onderbroken door Sonnet 77 en 81.
In dit sonnet eert de dichter de invloed van zijn muze, zonder wie hij nooit verheven poëzie had kunnen schrijven. Die muze is de mooie jongeman voor wie hij een platonische liefde voelt. Hij is het die de dichter inspireert. De auteur toont zich wat afgunstig tegenover andere dichters die ook een beroep doen op de muze.

## Shakespeares tekst
| Sonnet 78 So oft have I invoked thee for my muse, And found such fair assistance in my verse As every alien pen hath got my use, And under thee their poesy disperse. Thine eyes, that taught the dumb on high to sing And heavy ignorance aloft to fly, Have added feathers to the learned's wing And given grace a double majesty. Yet be most proud of that which I compile, Whose influence is thine, and born of thee. In others' works thou dost but mend the style, And arts with thy sweet graces gracèd be; But thou art all my art, and dost advance As high as learning my rude ignorance. |

## Vertaling
Zo vaak riep ik jou als mijn muze aan,
Als steun en inspiratie bij mijn rijm,
Wat elke vreemde pen ook heeft gedaan
Wier roemvol vers zo jouw heraut kon zijn.
Jouw blik, die bij de stommen zang verwekt,
Domheids zwaarte dwingt in hogere sferen,
Wijze vleugels met meer veren sterkt,
En gratie dubbele majesteit kan verlenen;
In mij toont zich pas echt jouw hoogste kunst,
Door jou verwekt, op jouw gezag geboren:
Aan anderen verleen jij slechts de gunst
Hun verzen te verbeteren met jouw woorden.
Maar jij bent al wat ik mijn Kunst kan heten,
En tovert ruwe kennis om tot weten.
-Vertaling: Jules Grandgagnage

## Analyse
Shakespeares sonnetten zijn voornamelijk geschreven in een metrum genaamd jambische pentameter, een rijmschema waarin elke sonnetregel bestaat uit tien lettergrepen. De lettergrepen zijn verdeeld in vijf paren, jamben genoemd, waarbij elk paar begint met een onbeklemtoonde lettergreep.